# Station Nîmes-Pont-du-Gard
Station Nîmes-Pont-du-Gard is een kruisingsstation gelegen tussen Nîmes (ca. 14 km) en de Pont du Gard (ca. 25 km) op de kruising van de hogesnelheidslijn Avignon-Montpellier en de klassieke spoorlijn Nîmes-Tarascon. Op de hogesnelheidslijn rijden treinen van de labels TGV inOui en Ouigo met bestemmingen Lyon, Montpellier TGV en Parijs. Op de klassieke lijn rijden TER-treinen van en naar Avignon, Marseille, Montpellier-Saint-Roch en Nîmes.
Het station heeft parkeerplaatsen voor kort en lang parkeren, kaartautomaten, een busverbinding met het centrum van Nîmes en een piano.